# هانس لنک
هانس لنک (انگلیسی: Hans Lenk؛ زادهٔ ۲۳ مارس ۱۹۳۵) قایقران روئینگ اهل آلمان بود.
وی همچنین برندهٔ جوایزی همچون برگ بوی نقره‌ای شده‌است.
وی در مسابقات کشوری و بین‌المللی در مجموع برندهٔ ۳ مدال طلا شده‌است.